# Terebellides
Terebellides is een geslacht van borstelwormen uit de familie van de Trichobranchidae. De wetenschappelijke naam van het geslacht werd voor het eerst geldig gepubliceerd in 1835 door Michael Sars.

## Soorten
- Terebellides abyssalis (Hartman, 1965)
- Terebellides africana Augener, 1918
- Terebellides akares Hutchings, Nogueira & Carrerette, 2015
- Terebellides anguicomus Müller, 1858
- Terebellides atlantis Williams, 1984
- Terebellides augeneri Parapar, Martin & Moreira, 2020
- Terebellides baliensis Hsueh & Li, 2017
- Terebellides banalis Schüller & Hutchings, 2012
- Terebellides biaciculata Hartmann-Schröder, 1992
- Terebellides bigeniculatus Parapar, Moreira & Helgason, 2011
- Terebellides bisetosa Hartmann-Schröder, 1965
- Terebellides bonifi Lavesque, Hutchings, Daffe, Nygren & Londoño-Mesa, 2019
- Terebellides brevis Imajima & Williams, 1985
- Terebellides bulbosa Schüller & Hutchings, 2012
- Terebellides californica Williams, 1984
- Terebellides carmenensis Solis-Weiss, Fauchald & Blankensteyn, 1991
- Terebellides ceneresi Lavesque, Hutchings, Daffe, Nygren & Londoño-Mesa, 2019
- Terebellides concertina Schüller & Hutchings, 2012
- Terebellides congolanus Parapar, Martin & Moreira, 2020
- Terebellides distincta Williams, 1984
- Terebellides diva Schüller & Hutchings, 2012
- Terebellides ectopium Zhang & Hutchings, 2018
- Terebellides ehlersi McIntosh, 1885
- Terebellides europaea Lavesque, Hutchings, Daffe, Nygren & Londoño-Mesa, 2019
- Terebellides eurystethus Chamberlin, 1919
- Terebellides fauveli Parapar, Martin & Moreira, 2020
- Terebellides gentili Lavesque, Hutchings, Daffe, Nygren & Londoño-Mesa, 2019
- Terebellides gingko Schüller & Hutchings, 2012
- Terebellides gracilis Malm, 1874
- Terebellides gralli Lavesque, Hutchings, Daffe, Nygren & Londoño-Mesa, 2019
- Terebellides guangdongensis Zhang & Hutchings, 2018
- Terebellides horikoshii Imajima & Williams, 1985
- Terebellides hutchingsae Parapar, Moreira & Martin, 2016
- Terebellides intoshi Caullery, 1915
- Terebellides irinae Gagaev, 2009
- Terebellides japonica Moore, 1903
- Terebellides jitu Schüller & Hutchings, 2010
- Terebellides jorgeni Hutchings, 2007
- Terebellides kerguelensis McIntosh, 1885
- Terebellides kirkegaardi Parapar, Martin & Moreira, 2020
- Terebellides klemani Kinberg, 1867
- Terebellides kobei Hessle, 1917
- Terebellides koreni Hansen, 1882
- Terebellides kowinka Hutchings & Peart, 2000
- Terebellides lanai Solis-Weiss, Fauchald & Blankensteyn, 1991
- Terebellides lilasae Lavesque, Hutchings, Daffe, Nygren & Londoño-Mesa, 2019
- Terebellides lineata Imajima & Williams, 1985
- Terebellides lobatus Hartman & Fauchald, 1971
- Terebellides longicaudatus Hessle, 1917
- Terebellides longisetus Parapar, Martin & Moreira, 2020
- Terebellides malvinensis Bremec & Elias, 1999
- Terebellides mediterranea Parapar, Mikac & Fiege, 2013
- Terebellides moorei Hessle, 1917
- Terebellides mundora Hutchings & Peart, 2000
- Terebellides narribri Hutchings & Peart, 2000
- Terebellides nkossa Parapar, Martin & Moreira, 2020
- Terebellides pacifica Kinberg, 1867
- Terebellides parapari Lavesque, Hutchings, Daffe, Nygren & Londoño-Mesa, 2019
- Terebellides parvus Solis-Weiss, Fauchald & Blankensteyn, 1991
- Terebellides paulina (Grube, 1871)
- Terebellides persiae Parapar, Moreira, Gil & Martin, 2016
- Terebellides ramili Parapar, Martin & Moreira, 2020
- Terebellides reishi Williams, 1984
- Terebellides resomari Lavesque, Hutchings, Daffe, Nygren & Londoño-Mesa, 2019
- Terebellides sepultura Garraffoni & Lana, 2003
- Terebellides shetlandica Parapar, Moreira & O'Reilly, 2016
- Terebellides sieboldi Kinberg, 1867
- Terebellides strepsibranchis (Grube, 1871)
- Terebellides stroemii Sars, 1835
- Terebellides totae Bremec & Elias, 1999
- Terebellides umbella Grube, 1869
- Terebellides vanhoeffeni (Ehlers, 1913)
- Terebellides woolawa Hutchings & Peart, 2000
- Terebellides yangi Zhang & Hutchings, 2018

### Nomen dubium
- Terebellides ypsilon Grube, 1878

### Synoniemen
- Terebellides antarcticus Hessle, 1917 => Terebellides kerguelensis McIntosh, 1885
- Terebellides carnea Bobretzky, 1868 => Terebellides stroemii Sars, 1835
- Terebellides minutus Hessle, 1917 => Terebellides kerguelensis McIntosh, 1885
- Terebellides stroemi => Terebellides stroemii Sars, 1835
- Terebellides tentaculata Treadwell, 1906 => Melinnexis tentaculata (Treadwell, 1906) => Melinnopsis tentaculata (Treadwell, 1906)
- Terebellides williamsae Jirkov, 1989 => Terebellides gracilis Malm, 1874